# Israel Adesanya
Israel Mobolaji Adesanya (født 22. juli 1989 i Lagos, Nigeria) er en Nigeriansk-født New Zealand professionel MMA-udøver, kickboxer, og bokser. Han er tidligere Glory mellemvægt-contender vinder og 2-gange King in the Ring cruiservægt og sværvægt-mester, som er de fleste titler i King i the Rings historie. Han har også deltaget som cruiservægter i boksning. I April 2019, er Adesanya e pår UFCs mellemvægts rangering og i oktober 2017, blev han placeret som nummer seks i mellemvægt på verdensplan i kickboxing af CombatPress.com.. I Den 13. april 2019, blev Israel Adesanya UFC Interim mellemvægts-mester.

## Baggrund
Adesanya blev født i Lagos, Nigeria. Han trænede taekwondo for en kort stund i sin ungdom, men blev fjernet af sin mor, efter at have brækket sin arm. Som 13-årig flyttede han til Rotorua i New Zealand, og gik på Rotorua Intermediate. Han startede med at træne kickboxing i en alder af 18 efter at være blevet inspireret af Muay Thai filmen Ong-Bak, og opbyggede derefter en amatør kickboxing-rekordliste på 32-0 før han flyttede til Kina for at kæmpe.
I en alder af 21, flyttede Adesanya til Auckland, New Zealand, og begyndte at træne i City Kickboxing med andre etablerede kæmpere, såsom Kai Kara-Frankrig og Dan Hooker.

## Mixed martial arts karriere

### Tidlig karriere
Adesanya fik sin professionelle debut i 2012. Ved at kæmpe i Hong Kong, Australien og Kina i løbet af de næste fem-og-et-halvt år,opbyggede han en rekordliste på 11-0 hvor alle hans sejre var via KO/TKO, inden han skrev kontrakt med UFC.

### Ultimate Fighting Championship
I December 2017, blev det meddelt, at Adesanya havde skrevet kontrakt med UFC. Han fik sin debut mod Rob Wilkinson den 11. februar, 2018 på UFC 221. Han vandt kampen via TKO i anden omgang. Denne sejr gav ham Performance of the Night-bonusprisen.
Adesanya's næste kamp var den 14. april 2018 mod Marvin Vettori på UFC på Fox 29.  Han vandt kampen via delt afgørelse. 
Adesanya mødte Brad Tavares den 6. juli 2018, på The Ultimate Fighter 27 Finale.  Adesanya vandt en ensidige kamp via enstemmig afgørelse.  Sejren tildelte ham Performance of the Night-bonusprisen. 
Adesanya mødte Derek Brunson den 3. november 2018 på UFC 230 .  Han vandt kampen via teknisk knockout i 1. omgang.  Sejren tildelte ham Performance of the Night-bonusprisen. 
Adesanya mødte Anderson Silva den 10. februar 2019 på UFC 234 .  Han vandt kampen via enstemmig afgørelse.  Denne kamp tildelte ham Night of the Night-bonusprisen. 
Adesanya mødte Kelvin Gastelum om Interim UFC Middleweight-mesterskabet den 13. april 2019 på UFC 236.  Han vandt kampen via enstemmig afgørelse.  Denne kamp tildelte ham Night of the Night-bonusprisen. 

## Mesterskaber og præstationer

### MMA
- Ultimate Fighting Championship
  - Interim UFC Middleweight-mester (1 gang, nuværende)
  - Performance of the Night (3 gange) vs. Rob Wilkinson, Brad Tavares og Derek Brunson [12] [17] [20]
  - Fight of the Night (2 gange) vs. Anderson Silva og Kelvin Gastelum [27]

- Australian Fighting Championship
  - AFC Middleweight-mester (1 gang)
- Hex Fighting Series Mellemvægt
  - Hex Fighting Series Middleweight-mester (1 gang)

- MMAJunkie.com
  - 2018 Newcomer of the Year[28]

- MMA Fighting
  - 2018 Breakthrough Fighter of the Year[29]

- CombatPress.com
  - 2018 Breakout Fighter of the Year[30]

- MMADNA.nl
  - 2018 Rising Star of the Year.[31]

### Kickboxing
- Glory
  - Glory 34: Denver - Middleweight Contender Tournament Champion
- King in the Ring
  - King in the Ring 86 – The Cruiserweights II Tournament Champion.
  - King in the Ring 86 – The Cruiserweights III Tournament Champion.
  - King in the Ring 100 – The Heavyweights III Tournament Champion.
  - Most titles in King in the Ring history (3)